# Joséphine, ange gardien
Joséphine, ange gardien (anciennement Joséphine, profession ange gardien) est une série télévisée française créée par Laurent Chouchan, Michel Lengliney et Philippe Niang.
Elle a permis à Mimie Mathy de devenir une figure incontournable du petit écran et une des actrices les plus populaires en France. Depuis l'arrêt de la série Une famille formidable le 3 décembre 2018, Joséphine Ange Gardien est devenue la série télévisée française la plus vieille encore en production.
Elle est diffusée depuis le 15 décembre 1997 sur TF1, en Belgique sur La Une (RTBF), en Suisse sur RTS Un, en Catalogne sur TV3, en Italie sur La7 et au Québec depuis le 8 mars 2002 sur Séries+. Elle est aussi régulièrement rediffusée sur TF1, mais également depuis le 31 août 2016 sur TFX (anciennement NT1) pour les anciens épisodes, depuis le 8 décembre 2017 sur TF1 Séries Films et depuis le 5 mai 2018 sur Série Club. La série est disponible gratuitement depuis le 30 novembre 2023 sur TF1+

## Historique
Le 19 janvier 1994, France 2 diffuse le téléfilm Une nounou pas comme les autres, réalisé par Éric Civanyan et dont le scénario est cosigné par Laurent Chouchan et Mimie Mathy. Cette dernière y incarne Julie Toronto, la « nounou », avec à ses côtés notamment Thierry Heckendorn, Micheline Dax, Renan Mazéas et Lucile Boulanger. La fiction est un succès. Elle dépasse en audience l'émission de divertissement de TF1 Sacrée Soirée en réunissant 12,8 millions de téléspectateurs, réalisant 52,7 % d'audiences,. Ce résultat est un fait rare pour TF1 car la chaîne est généralement peu dépassée en audiences par les autres chaînes. De plus, l'émission populaire de Jean-Pierre Foucault a, depuis sa création en 1987, l'habitude d'arriver en tête des audiences.
Le 12 avril 1995, la suite Une nana pas comme les autres, du même réalisateur et avec les mêmes acteurs principaux, arrive également en tête avec 11,8 millions de téléspectateurs, soit 52 % d'audience. Bien que ces deux téléfilms aient été des succès pour France 2, la chaîne n'a pas la politesse de féliciter la comédienne, alors que TF1 lui fait envoyer des fleurs. Grâce à ces succès d'audience et à une plus grande popularité de la comédienne, TF1 crée en 1997 la série Joséphine, ange gardien (nommée alors Joséphine, profession ange gardien) avec Mimie Mathy dans le rôle principal de Joséphine Delamarre. L'un de ses créateurs, Laurent Chouchan, a signé le scénario d’Une nana pas comme les autres.
La comédienne était surtout connue jusque-là du grand public comme comédienne au théâtre, notamment pour ses spectacles en solo ou avec ses complices Michèle Bernier et Isabelle de Botton (Les Filles). Le service public perd une locomotive à audience, au profit de la Une. Le premier épisode Le Miroir aux enfants, réalisé par Dominique Baron, est diffusé sur TF1 le 15 décembre 1997 et rassemble 6,9 millions de téléspectateurs, soit 28,4 % de parts d'audience.

## Distribution
- Mimie Mathy : Joséphine Delamarre, ange gardien (depuis la saison 1).
- Omar Meftah : Ismaël, ange gardien (récurrent saisons 19 et 20).

## Concept

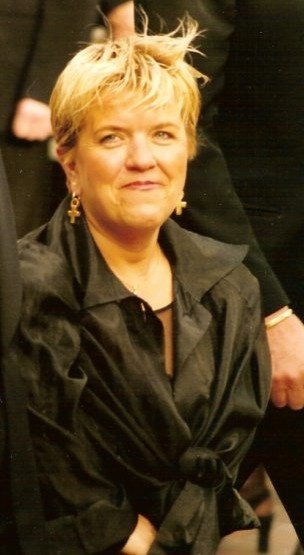
Mimie Mathy, interprète du personnage principal (ici en 1994).

Joséphine Delamarre (interprétée par Mimie Mathy) est un ange gardien millénaire que le ciel envoie régulièrement sur Terre pour des missions variées d'aide et d'accompagnement auprès de personnes en difficulté. Grâce à sa finesse psychologique, à sa capacité de persuasion et à ses pouvoirs magiques, elle parvient à aider les personnes qui rencontrent des problèmes. Elle apparaît soudainement au début de chaque mission sur les lieux, souvent inopinément et dans une situation peu confortable, gênante ou comique ; quand sa mission est accomplie, elle disparaît en claquant des doigts.
Joséphine, ange gardien est une série de type comédie dramatique, riche en rebondissements, où, finalement, Joséphine finit toujours par sortir d'affaire ses clients : familles en détresse, personnes déprimées, couples en voie de séparation...
Chaque épisode traite d'une question de société : chômage, précarité, échec scolaire, handicap, illettrisme, homosexualité, violence, prostitution, rejet social, difficulté d'intégration, adoption, rêve ou projet abandonné, abandon d'enfant, tromperie, double vie, etc.
La plupart des épisodes répondent à la même trame narrative :
1. Joséphine apparaît non loin du lieu où résident/travaillent ses futurs clients ;
2. Elle parvient à résoudre en apparence le problème ;
3. Un événement inattendu perturbe la résolution du problème ;
4. Un « méchant » est finalement démasqué, ou le contretemps est résolu, et tout finit pour le mieux ;
5. Enfin, une fois sa mission accomplie, Joséphine disparaît, presque toujours sans être vue, laissant la plupart du temps les protagonistes dans l'étonnement de sa soudaine absence.

## Épisodes et audiences
La série se compose de 22 saisons et compte 107 épisodes. La 22e saison, toujours en cours, a débuté le 25 décembre 2023.
| Saison | Saison | Nombre d'épisodes | Diffusion en France | Diffusion en France | Audiences (en millions) | Audiences (en millions) | Audiences (en millions) |
| Saison | Saison | Nombre d'épisodes | Début de saison     | Fin de saison       | Première                | Finale                  | Moyenne                 |
| ------ | ------ | ----------------- | ------------------- | ------------------- | ----------------------- | ----------------------- | ----------------------- |
|        | 1      | 1                 | 15 décembre 1997    | 15 décembre 1997    | 6,98                    | 6,98                    |                         |
|        | 2      | 2                 | 26 janvier 1998     | 7 décembre 1998     | 7,45                    | 8,22                    | 7,83                    |
|        | 3      | 4                 | 25 janvier 1999     | 8 novembre 1999     | 7,49                    | 7,08                    | 7,25                    |
|        | 4      | 4                 | 26 février 2000     | 4 décembre 2000     | 7,82                    | 6,34                    | 7,08                    |
|        | 5      | 4                 | 12 février 2001     | 5 novembre 2001     | 6,25                    | 6,26                    | 5,99                    |
|        | 6      | 4                 | 11 mars 2002        | 25 novembre 2002    | 6,82                    | 7,89                    | 6,96                    |
|        | 7      | 4                 | 20 janvier 2003     | 27 octobre 2003     | 9,47                    | 9,85                    | 9,31                    |
|        | 8      | 4                 | 26 janvier 2004     | 25 octobre 2004     | 10,12                   | 9,97                    | 9,35                    |
|        | 9      | 4                 | 10 janvier 2005     | 31 octobre 2005     | 7,99                    | 7,13                    | 7,96                    |
|        | 10     | 6                 | 20 février 2006     | 5 mars 2007         | 8,07                    | 11,16                   | 8,93                    |
|        | 11     | 6                 | 27 août 2007        | 25 août 2008        | 8,67                    | 7,94                    | 8,22                    |
|        | 12     | 13                | 29 septembre 2008   | 11 avril 2011       | 7,16[réf. nécessaire]   | 7,13                    | 7,58                    |
|        | 13     | 6                 | 29 août 2011        | 1er octobre 2012    | 6,32                    | 4,89                    | 6,27                    |
|        | 14     | 8                 | 25 février 2013     | 24 février 2014     | 6,89                    | 5,81                    | 6,19                    |
|        | 15     | 4                 | 27 octobre 2014     | 9 février 2015      | 6,15                    | 6,31                    | 6,14                    |
|        | 16     | 5                 | 2 novembre 2015     | 25 avril 2016       | 4,73                    | 4,92                    | 5,00                    |
|        | 17     | 5                 | 23 août 2016        | 29 août 2017        | 5,56                    | 4,33                    | 5,05                    |
|        | 18     | 4                 | 16 octobre 2017     | 12 mars 2018        | 4,78                    | 6,52                    | 5,38                    |
|        | 19     | 5                 | 22 octobre 2018     | 26 août 2019        | 4,24                    | 3,39                    | 3,92                    |
|        | 20     | 5                 | 28 octobre 2019     | 13 septembre 2021   | 3,21                    | 2,84                    | 3,52                    |
|        | 21     | 5                 | 13 juillet 2021     | 26 juin 2023        | 3,44                    | 2,89                    | 3,63                    |
|        | 22     | 5                 | 25 décembre 2023    |                     | 2,88                    |                         |                         |

## Croisements avecCamping Paradis
Deux épisodes spéciaux avec les personnages de la série Camping Paradis ont été tournés : le premier, Trois campeurs et un mariage, fait partie de la saison 18 de Joséphine, ange gardien et a été diffusé le 12 mars 2018 ; le second, Un ange gardien au camping, fait partie de la saison 10 de Camping Paradis et a été diffusé le 10 septembre 2018.
L'épisode de Joséphine, intitulé Trois campeurs et un mariage, est un succès, avec plus de 6 769 000 téléspectateurs (soit 26,9 % de part d'audience) .
Quant à celui de Camping Paradis, qui est nommé Un ange gardien au camping, il est également un succès, en rassemblant plus de 4 827 000 téléspectateurs (soit 21 % de part d'audience) .

## Récompenses
- Sept d'or 1998 : Meilleure comédienne de fiction pour Mimie Mathy
- Sept d'or 2000 : Meilleure comédienne de fiction pour Mimie Mathy
- Sept d'or 2003 : Meilleure comédienne de fiction pour Mimie Mathy
- Sept d'or 2003 : Meilleure série
- 2008 : Prix du public de la meilleure série de l'année 2007/2008, décerné par TV Hebdo, dans le cadre du Festival de la fiction TV de La Rochelle[29].

## Coffrets DVD
- Le coffret DVD 1, sorti le 2 novembre 2005[30], regroupe les épisodes 1, 2, 4, 5, 7, 8, 10, 11, 13 et 14.
- Le coffret DVD 2, sorti le 15 octobre 2006[31], regroupe les épisodes 16 à 25.
- Le coffret DVD 3, sorti le 28 septembre 2007[32], regroupe les épisodes 26 à 35.
- Le coffret DVD 4, sorti le 16 octobre 2008, regroupe les épisodes 36 à 42, 3, 6 et 9.
- Le coffret DVD 5, sorti le 11 octobre 2010, regroupe les épisodes 44 à 48, 50 à 52, 12 et 15.
- Le coffret DVD 6, sorti le 4 octobre 2012[33], regroupe les épisodes 49, 53 à 61.
- Le coffret DVD 7, sorti le 7 octobre 2014[34], regroupe les épisodes 62 à 70 et 43.

Autrement, les épisodes sont parfois vendus séparément en DVD, ou en lot de 2 ou 3 épisodes.
4 bandes dessinées ont été éditées portant sur des épisodes hors-série de Joséphine Ange Gardien.
Des bonus sont disponibles dans presque tous les DVD : biographie et filmographie de Mimie Mathy et un documentaire d'une durée de 50 minutes.
Une nouvelle édition des 17 saisons de Joséphine est sortie à partir de 2017. Cette nouvelle édition compte à ce jour, 14 coffrets DVD. Les épisodes sont répartis de la manière suivante:
- Coffret Saison 1 : Episodes 1, 2, 4, 5, 7, 8, 10, 11
- Coffret Saison 2 : Episodes 13, 14, 16 à 21
- Coffret Saison 3 : Episodes 22 à 29
- Coffret Saison 4 : Episodes 30 à 37
- Coffret Saison 5 : Episodes 3, 6, 9, 38 à 42
- Coffret Saison 6 : Episodes 12, 15, 44 à 48, 50
- Coffret Saison 7 : Episodes 49, 51 à 57
- Coffret Saison 8 : Episodes 58 à 65
- Coffret Saison 9 : Episodes 43, 66 à 72
- Coffret Saison 10 : Episodes 73 à 80
- Coffret Saison 11 : Episodes 81 à 88
- Coffret Saison 12 : Episodes 89, 91 à 94
- Coffret Saison 13 : Épisodes 95 à 97, 99
- Coffret Saison 14 : Épisodes 98, 100 à 102

## Musiques
Les différents thèmes musicaux de la série ont été composés par Didier Vasseur et Roland Romanelli de 1997 à 2004.
Depuis 2014, les anciens thèmes musicaux ont été remplacés par de nouveaux, composés par Xavier Berthelot.
Le générique actuel de la série a été créé en 2012.